# 长道郡
长道郡，中国南北朝时设置的郡。
西魏废帝改天水郡置长道郡，治所在长道县（今甘肃陇南市西和县北长道镇西团村）。辖境相当今甘肃省礼县、西和县二县北部地区。隶属于成州，北周沿置，下辖长道县、汉阳县二县。隋文帝开皇三年（583年）废长道郡，长道县、汉阳县直属成州。